# Stenoschmidtia elegans
Stenoschmidtia elegans är en insektsart som först beskrevs av Marius Descamps 1967.  Stenoschmidtia elegans ingår i släktet Stenoschmidtia och familjen Euschmidtiidae. Inga underarter finns listade i Catalogue of Life.